# Anglards-de-Salers
Anglards-de-Salers település Franciaországban, Cantal megyében. Lakosainak száma 724 fő (2022. január 1.). Anglards-de-Salers Méallet, Moussages, Saint-Bonnet-de-Salers, Saint-Vincent-de-Salers, Salins, Le Vaulmier és Le Vigean községekkel határos.

## Népesség
A település népességének változása:
| Lakosok száma | 1240 | 819  | 843  | 765  | 802  | 788  | 777  | 731  | 708  | 724  |
|               | 1968 | 1982 | 1990 | 2006 | 2013 | 2015 | 2017 | 2019 | 2020 | 2022 |